# Flood Street
Flood Street è una strada residenziale a Chelsea, Londra, in Inghilterra. Corre tra King's Road a nord e Royal Hospital Road a sud. Poco più a sud si trova il fiume Tamigi. La stazione della metropolitana più vicina è Sloane Square a nord-est. La strada commemora Luke Thomas Flood (morto nel 1860), uno dei maggiori proprietari terrieri di Chelsea e benefattore dei poveri.
La residente più famosa di Flood Street al n. 19 era l'ex primo ministro britannico Margaret Thatcher. La casa fu acquistata da Margaret Thatcher e suo marito Denis Thatcher nel 1967 e venduta nel 1986. Qui ha celebrato la sua prima vittoria elettorale nel 1979. Un altro ex residente di Flood Street era il direttore teatrale, regista, insegnante e attore, George Devine CBE (1910-1966).
Qui viene educato il gruppo più giovane, la "piccola scuola", della celebre Hill House School. Il Violet Melchett Children's Center si trova in 30 Flood Street. Il pub Coopers Arms si trova in 87 Flood Street.

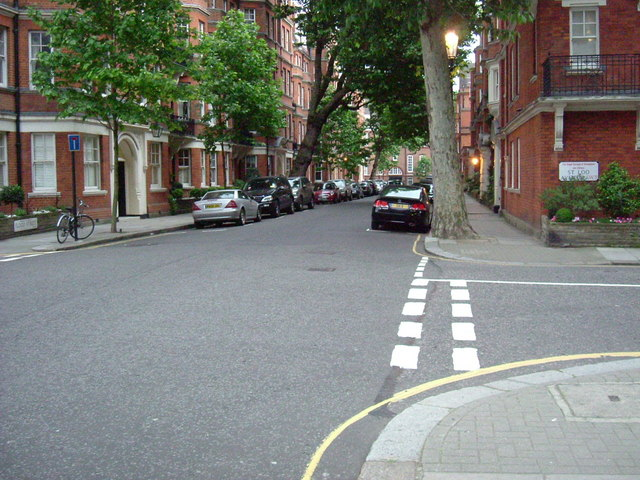
Condomini vittoriani/edoardiani all'incrocio di St. Loo Avenue.
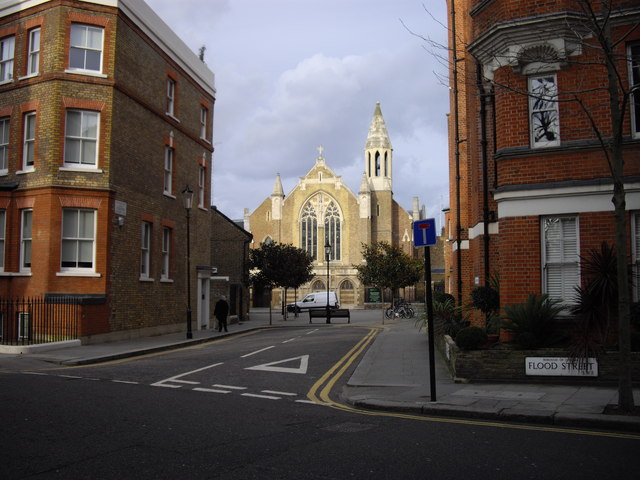
Incrocio di Flood Street e Robinson Street.
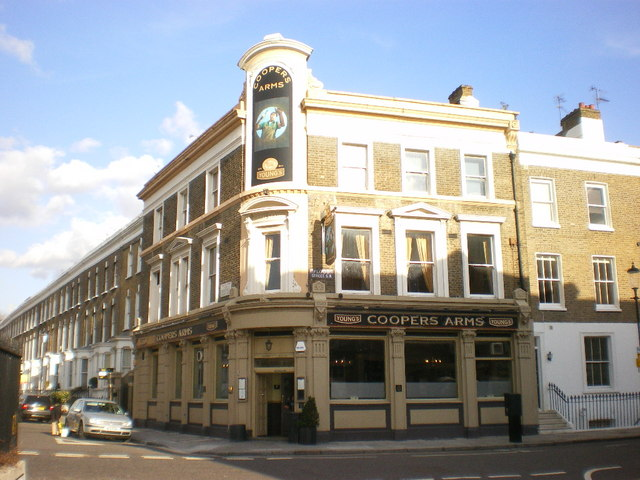
Coopers Arms in Flood Street.